# Bildning
Bildning är den utveckling av personligheten och odling av själsliga förmågor och förhållningssätt som anses följa av högre studier och förkovran i viss litteratur. En bildad person kan vara allmänbildad eller utbildad, men ordet beskriver i första hand en person som är kultiverad (ungefär själsodlad, människodanad) och civiliserad.

## Allmänt
Bildningideal anses leda till ökat studiekritiskt förhållningssätt och analytisk förmåga och motverka en alltför snäv specialisering. En beskrivning i nutida terminologi säger att bildning står i motsättning till utbildning, där utbildningens mål är en bestämd och begränsad yrkeskompetens, medan bildning syftar till att omvandla hela människan, dess inre förmåga, insikter, moraliska och etiska uppfattning, också känt som personlighetsutveckling.
Inom utbildningsdebatten ställs ofta borgerliga bildningsideal (ursprungligen formulerade av Wilhelm von Humboldt) i motsatsställning till så kallade nyttoideal i utbildningen. Bildningsideal har förändrats under historien och skiljer sig mellan olika akademiska traditioner och tänkare, men i debatten har ofta bildning förknippats med högre studier inom filosofi eller kulturvetenskaper, studier av latin, läsande av klassiska skönlitterära verk, grundforskning och teoretiska studier. Nyttoideal förknippas i debatten däremot med yrkesutbildning (exempelvis ingenjörsutbildning), entreprenörskap, tillämpad forskning (på uppdrag av näringslivet) och tillämpad akademisk undervisning.

## Definitioner
En definition, given av Ellen Key, är: Bildning är det som är kvar sedan vi glömt allt vad vi lärt oss.
En annan definition av begreppet är: Bildning är den kunskap som blir en del av din personlighet.[källa behövs]
En mer aktiv och inkluderande syn på individens egen bildning än den traditionella syn som redovisats ovan är att bildning kan nås genom både formellt lärande, genom utbildningssystem och det som organiseras i dess sammanhang, men också genom icke formellt lärande som sker i andra sammanhang där individen rör sig.

## Historia
Begreppet härstammar från tyskans "Bildung", som idag emellertid ofta översätts till utbildning på svenska, och som uppstod under 1800-talet i och med det universitet som startades i Berlin 1810 till följd av bildningsideologen Wilhelm von Humboldts (1767–1835) större inflytande i Tyskland. Hans tankar och idéer fick stort genomslag när det gällde att reformera universitetsväsendet i Preussen och annorstädes. 
I den svenskspråkiga världen använde bland andra Thomas Thorild (1759–1808) och Johan Vilhelm Snellman (1806–1881) tidigt ordet ”bildning”. Snellman skrev: "Människans första bildning är den, att hon bemäktigar sig sin kropp och uti dess fria rörelse förverkligar sin frihet" samt: "Den .. humanistiska bildningen, det är de kunskapsarter vilka, utan att äga någon omedelbar användning i dagliga livet, endast avser att bibringa förståndet skärpa, att rikta viljan till en verksamhet, vars frukter inte är stundens och med den förgår, samt att odla känslan för det sköna, smaken." För Snellman innebar bildning först och främst en önskan att odla den nationella kulturen.

## Bildning och bibliotek
I ett antologibidrag i boken "Att växa som människa: om bildningens traditioner och praktiker" anlägger Karin Grönvall och Jan Hjalmarsson ett bildningsperspektiv på en institution som har spelat en central roll i bildningssammanhang, nämligen det akademiska biblioteket. I deras text ”Bildning för vår tids bibliotek” skriver de om hur bibliotek, bildning och folkbildning kopplats samman historiskt. De beskriver hur informationslandskapet har förändrats i och med samhällets digitalisering och vilka utmaningar som universitets- och högskolebiblioteken har och hur ett bildningsbegrepp kan kopplas till detta.

## Kritik
En del av kritiken mot bildningsidealet bygger på att det egentligen är ett exkluderande begrepp, som togs i bruk när tillgängligheten till universiteten ökade för de lägre samhällsskikten.